# The Story of Ruth
The Story of Ruth é um filme estadunidense de 1960, dirigido por Henry Koster e estrelado por Stuart Whitman e Elana Eden. O filme relata a história bíblica de Rute, a bisavó moabita do rei Davi.

## Sinopse
O filme relata a história de Rute, uma sacerdotisa pagã moabita que serve como a orientadora de uma jovem moabita chamada Tebá que está sendo preparada para ser sacrificada a Quemós, o deus moabita. A alta sacerdotisa Eleilat, juntamente com Rute, ordenam a Malom, um jovem artesão judeu, que prepare uma coroa que será utiliza por Tebá durante o ritual no qual a menina será sacrificada. Quando Malom entrega a coroa para Rute no templo, ele explica que Quemós é um falso deus. Esta parte não-bíblica da película termina com a menina moabita sendo sacrificada e posterior tentativa de fuga da assustada Rute com Malom e a família dele. O resultado desta "desonra" é a prisão de Malom juntamente com seu pai Elimeleque e seu irmão Quiliom que terminam por serem mortos na prisão. A punição de Malom é trabalhar como escravo pelo resto de sua vida. Depois de uma tentativa de Rute para ajudá-lo fugir, ele é assassinado.
A história bíblica contada no Período dos Juízes se inicia com o retorno de Naomi e as noras viúvas Orfa e Rute para Israel. Noemi pede as noras que retorne para Moabe, no que é atendida por Orfa, todavia Rute tinha tal afeto pela sogra Naomi, que escolheu voltar com ela para Israel, citando a frase que ficou conhecida como o símbolo da fidelidade: “Teu povo será o meu povo, teu Deus será o meu Deus”.
Fixada em Israel, segundo a lei judaica deveria, como viúva, ser desposada por Boaz, o parente mais próximo de seu marido, o que seria o “direito de resgate”. Rute, então, resolve aproximar-se dele, e vai respigar nos campos que lhe pertencem, pedindo apenas que a deixassem respigar as sobras, as espigas de trigo que caíam atrás dos ceifadores. Boaz, ao conhecê-la, permite que ela respigue, pedindo aos seus servos que deixassem cair propositadamente algumas espigas para que ela as pegasse.
A sogra, ao saber do ocorrido, e tentando lhe assegurar felicidade e uma existência tranqüila, aconselha-a para que, depois do trabalho, veja onde Boaz está descansando e deite discretamente aos pés dele. Rute faz o que lhe aconselha a sogra e, no meio da noite, Boaz a encontra ao seu lado, ao que ela sugere que ele tem o direito de resgate israelita. Boaz objeta que há outro parente mais próximo, que tem o direito antes dele, mas que tentará resolver a questão.
Boaz negocia com o parente que possui o direito de resgate e a adquire, casando-se em seguida.

## Elenco
- Stuart Whitman	 ...	Boaz
- Tom Tryon	 ...	Mahlon
- Peggy Wood	 ...	Naomi
- Viveca Lindfors	 ...	Eleilat
- Jeff Morrow	 ...	Tob
- Elana Eden	 ...	Ruth
- Thayer David	 ...	Hedak
- Les Tremayne	 ...	Elimelech
- Eduard Franz	 ...	Jehoam
- Leo Fuchs	 ...	Sochin
- Lili Valenty	 ...	Kera
- John Gabriel	 ...	Chilion
- Ziva Rodann	 ...	Orfa
- Basil Ruysdael	 ...	Shammah
- John Banner	 ...	Rei de Moabe
- Adelina Pedroza	 ...	Iduma
- Daphne Einhorn	 ...	Tebah
- Sara Taft	 ...	Eska
- Jean Inness	 ...	Hagah
- Berry Kroeger	 ...	Huphim
- Jon Silo	 ...	Tacher
- Don Diamond	 ...	Yomar